# Quận Ward, North Dakota
Quận Ward là một quận thuộc tiểu bang Bắc Dakota, Hoa Kỳ. Quận lỵ đóng ở Minot6. Quận được đặt tên theo Mark Ward, chủ tịch Ủy ban Hạ viện các Quận khi quận Ward được thành lập. Dân số theo điều tra năm 2010 của Cục điều tra dân số Hoa Kỳ là 61675 người.

## Địa lý
Theo Cục điều tra dân số Hoa Kỳ, quận này có diện tích 5325km2, trong đó có 111km2 là diện tích mặt nước.